# Ülo Nugis

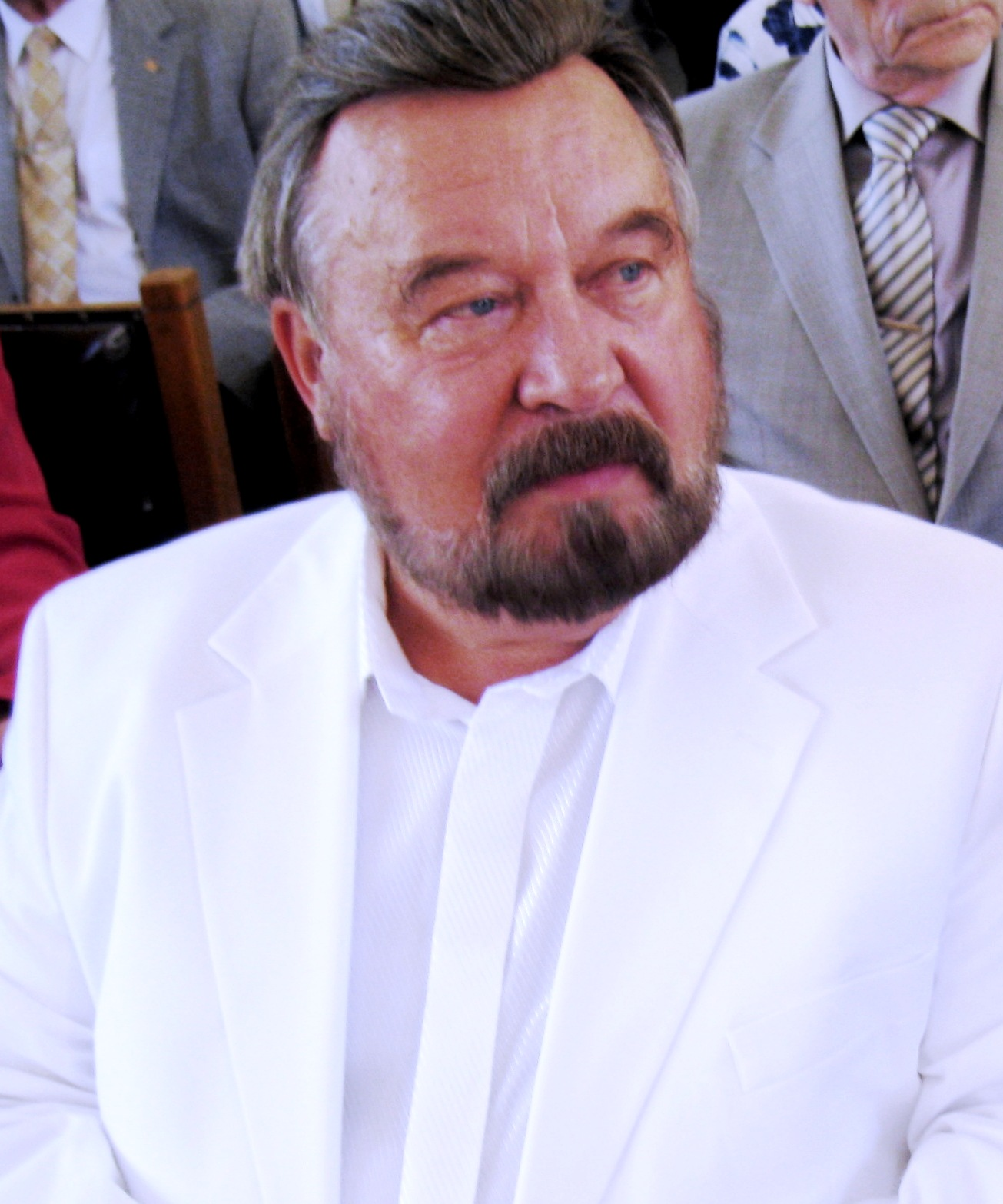
Ülo Nugis, 2009

Ülo Nugis (* 28. April 1944 in Tallinn; † 18. November 2011) war ein estnischer Politiker.

## Leben
Ülo Nugis besuchte bis 1958 die Zentralschule Nr. 17 in Tallinn, ab 1962 die dortige Höhere Fachschule für Bau und Mechanik. Er schloss 1967 sein Studium des Maschinenbaus am Weißrussischen Polytechnischen Institut (heute Belarussische Nationale Technische Universität) in Minsk ab.
Von 1967 bis 1974 war Ülo Nugis Ingenieur in verschiedenen sowjetischen Betrieben. Von 1974 an war er Direktor der Fabrik „Baudetail“, 1980 bis 1986 des Ski-Herstellers „Dünamo“ und 1986 bis 1990 Generaldirektor der Produktionsgemeinschaft „Estoplast“. Von 1988 bis 1991 war Ülo Nugis als Vorsitzender des Verbands der Arbeitskollektive Estlands (Eesti Töökollektiivide Liit) tätig.
Kurz vor Wiedererlangung der estnischen Unabhängigkeit ging Ülo Nugis in die Politik. 1990 war er Mitglied des Estnischen Komitees, der demokratischen Gegenregierung zur kommunistisch bestimmten Regierung der Estnischen SSR. Von 1990 bis 1992 war er Mitglied und Vorsitzender des Obersten Rates der Republik Estland. Am 20. August 1991 um 23:03 Uhr rief er während des Augustputsches in Moskau offiziell die staatliche Loslösung Estlands von der Sowjetunion aus.
Von 1992 bis 2003 war Ülo Nugis Abgeordneter des estnischen Parlaments (Riigikogu). Vom 21. Oktober 1992 bis 21. März 1995 bekleidete er das Amt des estnischen Parlamentspräsidenten.
Nach seinem Ausscheiden aus dem Parlament war er in der Privatwirtschaft tätig.
Ülo Nugis war verheiratet und hatte einen Sohn.

## Ehrungen
- Orden des Staatswappens 2. und 4. Klasse